# Кетріпор
Кетріпор (д/н — бл. 341 до н. е.) — співволодар (парадинаст) Одриського царства в 352—341 роках до н. е.

## Життєпис
Син співцаря Берісада, що правив у західній частині Одриського царства (між річками Нест і Стримон, біля озера Прасіас). Брав участь у війні коаліції фракійських царств, Афін та іллірійців проти Македонії. У 357 році до н. е. е. македонське військо здобув штурмом Амфіполь, великий торговий центр на фракійському узбережжі, що погіршило фінансове становище Західноодриського царства. У 356 році до н. е. стає співволодарем свого батька.
По смерті Берісада в 352 році до н. е. стикнувся з амбіціями Керсеблепта, правителя Східноодриського царства, який намагався об'єднати колишню державу. Військові дії було припинено лише внаслідок військової загрози з боку македонського царя Філіппа II, що рушив до Фракії.
352—351 роках до н. е. Філіп II здійснив успішний похід проти фракійців, які вимушені поступилися спірними територіями на користь Македонії. Кетріпор втратив срібні копальні в області Ахладохорі та вимушений був визнати зверхність Македонії. Остання письмова згадка про західноодриського царя відноситься до 347 року до н. е., коли він знову вимушений був підтвердити свою залежність від македонського царя.
Втім вважається, що Кетріпор зберіг владу і продовжував карбувати свою монету. У джерелах і написах часто говориться: «Кетріпор і його брати», що може свідчити про те, що його брати були його співправителями. Ймовірно остаточно втратив владу під час останньої війни фракійців з Філіппом II у 342—341 роках до н. е. Його володіння увійшли до земель Македонського царства.